# شهرستان خوم
شهرستان خوم (به لهستانی: Powiat Chełm) یک شهرستان در لهستان است که در استان لوبلین واقع شده‌است. شهرستان خوم ۱٬۷۷۹٫۶۴ کیلومتر مربع مساحت و ۷۹٬۹۹۱ نفر جمعیت دارد.